# Literatura de Australia
La literatura de Australia empezó poco después del asentamiento de colonos europeos en Australia. Entre los temas más frecuentes se encuentran la identidad indígena y de los colonos, alienación, exilio, etc.

## Resumen

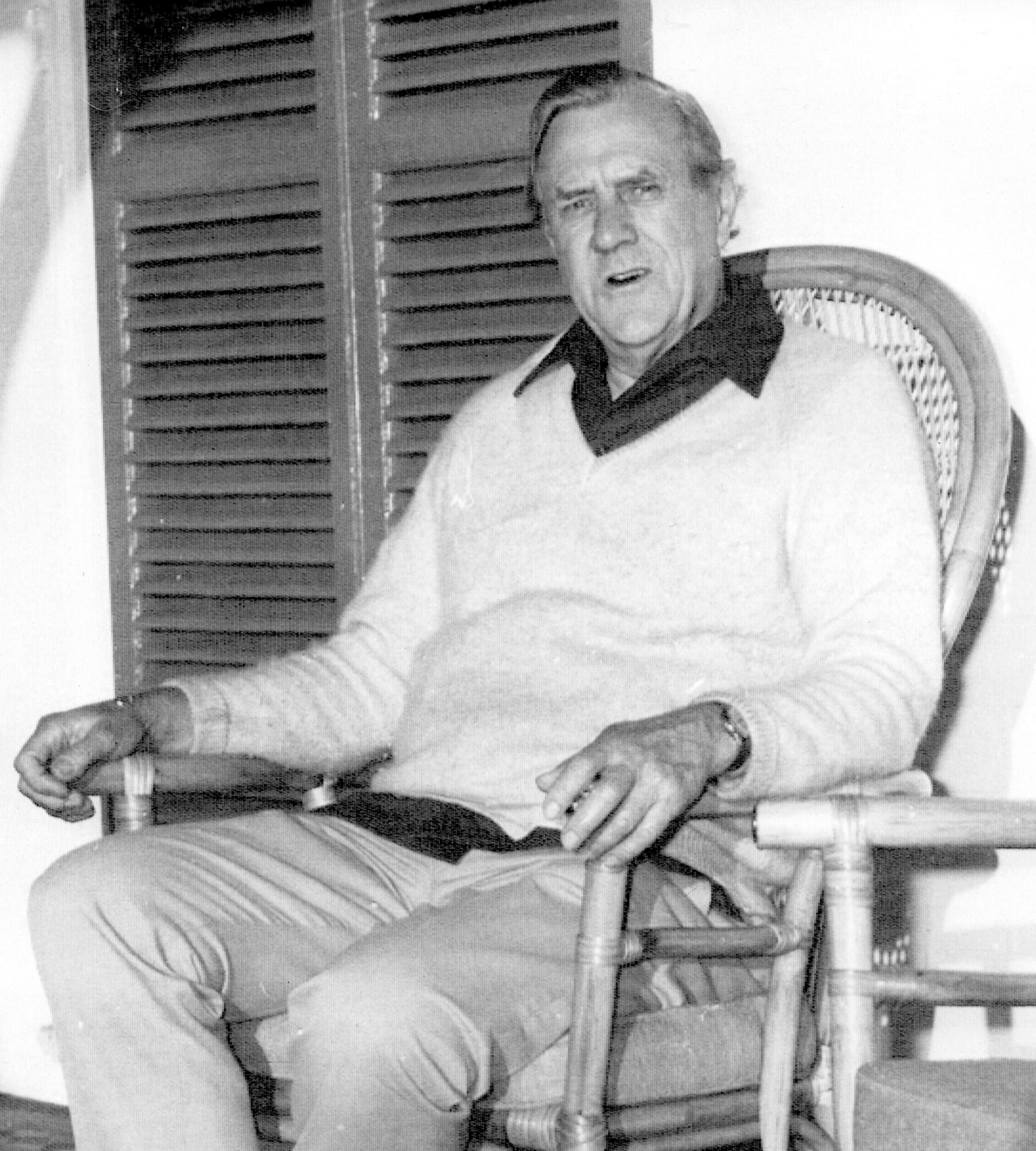
Patrick White se convirtió en el primer australiano en recibir el Premio Nobel de Literatura en 1973.

Entre los escritores australianos que han obtenido renombre internacional se encuentran el Ganador del Nobel, Patrick White, así como los autores Christina Stead, David Malouf, Peter Carey, Bradley Trevor Greive, Thomas Keneally, Colleen McCullough, Nevil Shute y Morris West. Entre los autores contemporáneos expatriados más destacados se encuentran la feminista Germaine Greer, el historiador del arte Robert Hughes y los humoristas Barry Humphries y Clive James.
Entre los autores importantes de obras clásicas australianas se encuentran los poetas Henry Lawson, Banjo Paterson, C. J. Dennis y Dorothea Mackellar. Dennis escribió en la lengua vernácula australiana, mientras que Mackellar escribió el emblemático poema patriótico My Country. Lawson y Paterson se enfrentaron en el famoso "Bulletin Debate" sobre la naturaleza de la vida en Australia, considerándose que Lawson tenía la visión más dura del bush y Paterson la romántica. Lawson está ampliamente considerado como uno de los mejores escritores australianos de relatos cortos, mientras que los poemas de Paterson siguen siendo uno de los más populares del bush australiano. Entre los poetas más importantes del siglo XX se encuentran Dame Mary Gilmore, Kenneth Slessor, A. D. Hope y Judith Wright. Entre los poetas contemporáneos más conocidos se encuentran Les Murray y Bruce Dawe, cuyos poemas suelen estudiarse en los institutos australianos.
Entre los novelistas de obras clásicas australianas se encuentran Marcus Clarke (Por el término de su vida natural), Miles Franklin (Mi brillante carrera), Henry Handel Richardson (Las fortunas de Richard Mahony), Joseph Furphy (Tal es la vida), Rolf Boldrewood (Robo bajo las armas) y Ruth Park (El arpa en el sur). En cuanto a la literatura infantil, Norman Lindsay (El budín mágico), Mem Fox (La magia de la zarigüeya) y May Gibbs (Snugglepot y Cuddlepie) figuran entre los clásicos australianos, mientras que Melina Marchetta (Buscando a Alibrandi) es un clásico moderno de la ficción para jóvenes adultos. Entre los dramaturgos australianos más destacados se encuentran Steele Rudd, David Williamson, Alan Seymour y Nick Enright.
Aunque históricamente sólo una pequeña proporción de la población australiana ha vivido fuera de las grandes ciudades, muchos de los relatos y leyendas más característicos de Australia tienen su origen en el outback, en los drovers y en los okupas y gentes de las áridas y polvorientas llanuras.
David Unaipon es conocido como el primer autor aborigen. Oodgeroo Noonuccal fue el primer aborigen australiano que publicó un libro de versos. Un libro de memorias pionero sobre las experiencias de las Generaciones Robadas puede encontrarse en el libro de Sally Morgan Mi lugar.
Charles Bean, Geoffrey Blainey, Robert Hughes, Manning Clark, Claire Wright y Marcia Langton son autores de importantes historias de Australia.

## SigloXIX

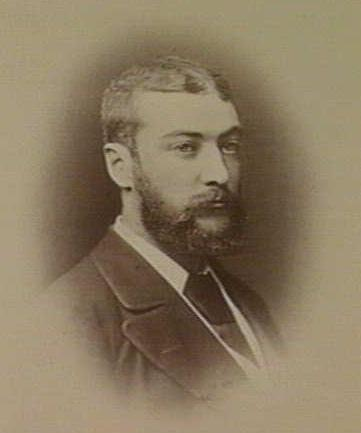
Marcus Clarke en 1874.

Las obras iniciales tienden a ser de una gran variedad, con historia sobre la nueva frontera del outback australiano. Escritores tales como Rolf Boldrewood, Marcus Clarke y Joseph Furphy personifican esta época con relatos que intentar registrar de forma precisa la lengua vernácula de los australianos comunes. Estos novelistas también proveyeron de información valiosa sobre las colonias penales que ayudaron a formar el país, así como sobre los primeros asentamientos rurales. Las visiones románticas del outback y los personajes recios que lo habitaban desempeñan un papel importante en la formación de la psique de la nación australiana, así como los cowboys del Viejo oeste estadounidense y los gauchos de la pampa argentina se convirtieron en parte de la propia imagen de estas naciones.
La primera novela australiana, Quintus Servinton: A Tale founded upon Incidents of Real Occurrence, fue escrita y publicada en Tasmania en 1831. Su autor fue el falsificador convicto inglés Henry Savery y publicada anónimamente, aunque su autoría se convirtió en un secreto a voces. Esta obra es vista como una autobiografía encubierta destinada a demostrar cómo su equivalente ficticio era diferente de la población convicta general.
En 1838, la novela gótica The Guardian: a tale de Anna Maria Bunn fue publicada en Sídney. Se trataba de la primera novela australiana publicada en la Australia continental y la primera novela australiana escrita por una mujer.

### Poesía

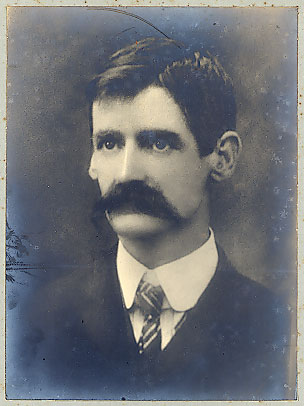
Fotografía de Henry Lawson (1902).

La poesía desempeñó un rol importante en la fundación de la literatura australiana. Henry Lawson, hijo de un marino noruego, es uno de los poetas y escritores de ficción del período colonial australiano más conocido y es a menudo denominado el "mayor escritor" de Australia. Lawson fue ampliamente reconocido como el poeta más popular de Australia y, en 1922, se convirtió en el primer escritor australiano en ser honrado con un funeral de Estado. En 1966, la imagen de Henry Lawson ilustró el primer billete de diez dólares australianos.

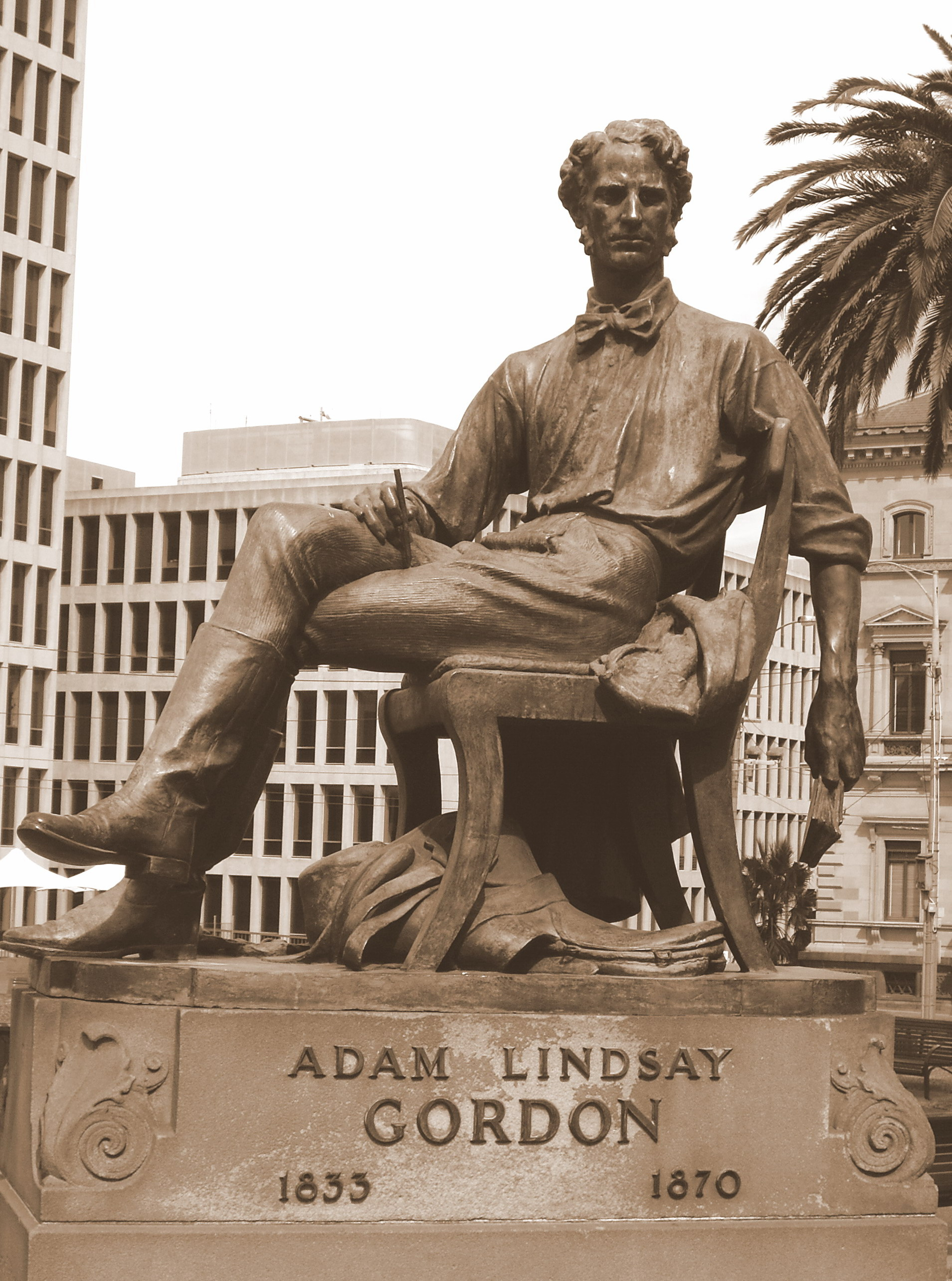
Monumento en Melborune de Adam Lindsay Gordon.

Otros dos poetas australianos destacados fueron Christopher Brennan y Adam Lindsay Gordon. Gordon ha sido denominado el "poeta nacional de Australia" y es el único australiano con un monumento en la Poets' Corner de la Abadía de Westminster en Inglaterra. Tanto las obras de Gordon como las de Brennan (pero, en particular, las de este último) son conformes con los estilos tradicionales de la poesía, con muchas alusiones clásicas y, por tanto, se integran en el ámbito de la cultura occidental. Pero, al mismo tiempo, Australia producía una tradición propia de canciones folclóricas y baladas. Henry Lawson y Banjo Paterson fueron dos de los más grandes exponentes de estas baladas populares. Banjo fue responsable de crear probablemente la más famosa canción popular australiana Waltzing Matilda, la cual ha sido propuesta como himno nacional. Para los australianos, se trata de su canción más arraigada y a la que tienen más cariño, gracias a lo cual existe un museo dedicado a ella en Winton, Queensland.

## Obras y autores contemporáneos
Martin Boyd (1893-1972) fue un distinguido memorialista, novelista y poeta, cuyas obras incluían comedias sociales y las serias reflexiones de un pacifista enfrentado a una época de guerra. Entre sus novelas de la serie Langton -La corona de cartón (1952), Un joven difícil (1955), Estallido de amor (1957)- cosecharon grandes elogios en Gran Bretaña y Estados Unidos, aunque, a pesar de su temática australiana, fueron ampliamente ignoradas en Australia.
Patrick White (1912-1990) se convirtió en el primer australiano en recibir el Premio Nobel de Literatura en 1973 "por un arte narrativo épico y psicológico que ha introducido un nuevo continente en la literatura". La primera novela de White, Happy Valley (1939) se inspiró en el paisaje y en su trabajo como jackaroo en las tierras de Adaminaby en las Montañas Nevadas, pero se convirtió en un éxito internacional y ganó la Medalla de Oro de la Sociedad Literaria Australiana. Nacido en el seno de una familia angloaustraliana conservadora y adinerada, escribió más tarde por convicción en causas de izquierdas y vivió como homosexual. Nunca destinado a la vida en el campo, se matriculó en Cambridge, donde se convirtió en un poeta publicado. White se desarrolló como novelista, pero también tuvo importantes éxitos teatrales, entre ellos La temporada de la zarzaparrilla. White siguió a El árbol del hombre con Voss, que se convirtió en la primera ganadora del Premio Miles Franklin. Una novela posterior, Riders in the Chariot también recibió un premio Miles Franklin, pero White se negó más tarde a permitir que sus novelas se presentaran a premios literarios. Rechazó el título de caballero y varios premios literarios, pero en 1973 aceptó el premio Nobel. [David Marr (periodista)|David Marr]] escribió una biografía de White en 1991.
J. M. Coetzee, que nació en Sudáfrica y residía allí cuando se le concedió el Premio Nobel de Literatura en 2003, ahora vive en Adelaida, Australia del Sur, y es ciudadano australiano. La obra de Colleen McCullough El pájaro espino, de 1977, es la novela más vendida en Australia y una de las más vendidas de todos los tiempos, con unos 30 millones de ejemplares vendidos hasta 2009. Thomas Keneally escribió El canto de Jimmie Blacksmith, 1972 y El arca de Schindler, 1982. Esta última obra sirvió de inspiración para la película La lista de Schindler. Otras novelas australianas notables convertidas al celuloide son: [La gran evasión de Paul Brickhill; Pamela Lyndon Travers Mary Poppins (serie de libros)|Mary Poppins]]'; Los zapatos del pescador de Morris West y El poder de uno] de Bryce Courtenay.
Cuidado, podría oírte de Sumner Locke Elliott ganó el premio Miles Franklin en 1963, y fue el tema de una película australiana de 1983. El autor David Ireland ganó el Premio Miles Franklin en tres ocasiones, entre ellas por La canoa de cristal (1976). Peter Carey también ha ganado el Premio Miles Franklin en tres ocasiones (Jack Maggs' 1998; Oscar y Lucinda 1989; y Bliss 1981). Ha ganado dos veces el Man Booker Prize for Fiction con Oscar y Lucinda de 1988 y True History of the Kelly Gang de 2001. La obra de DBC Pierre Vernon God Little ganó el Premio Booker en 2003. Otros escritores notables que han surgido desde la década de 1970 son Kate Grenville, David Malouf, Helen Garner, Janette Turner Hospital, Marion Halligan, Susan Johnson, Christopher Koch, Alex Miller, Shirley Hazzard, Richard Flanagan, Gerald Murnane, Brenda Walker, Rod Jones y Tim Winton.
James Clavell en La saga asiática analiza una característica importante de la literatura australiana: su representación de la lejana cultura oriental, desde el punto de vista ciertamente aún más oriental, pero sin embargo cultural occidental, como hizo Nevil Shute. Clavell fue también un exitoso guionista y, junto con escritores como Thomas Keneally (véase más arriba), ha ampliado los temas de la literatura australiana mucho más allá de ese país. Otros novelistas que utilizan temas internacionales son David Malouf, Beverley Farmer y Rod Jones. El río secreto (2005) es una ficción histórica de Kate Grenville que imagina los encuentros entre la Australia aborigen y la colonial y que fue preseleccionada para el Premio Man Booker.  La bofetada (2008) fue una novela de éxito internacional de Christos Tsiolkas que fue adaptada para la televisión por ABC1 en 2011, y fue descrita en una reseña de Gerard Windsor como "una especie de anatomía de la creciente clase media australiana".

### 1991-1996: Grunge lit
La "literatura grunge" Grunge lit) es un género literario australiano que suele aplicarse a la ficciónal o a la novela semi-autobiográfica que se ocupa de la escritura insatisfecha y sin derechos jóvenes que vivían en entornos suburbanos o del centro de la ciudad. Fue escrito típicamente por "autores nuevos y jóvenes" que examinó las "existencias descarnadas, sucias y reales", de los jóvenes de bajos ingresos, cuyas vidas giran en torno a una nihilista búsqueda de la sexo casual, el uso de drogas recreativas y el alcohol, que se utilizan para escapar del aburrimiento o de una huida general. El amor romántico es poco frecuente, ya que la gratificación instantánea se ha convertido en la norma. Se ha descrito tanto como un subconjunto del realismo sucio como una rama de la literatura de la Generación X. El término "grunge" procede de la década de 1990 género musical del grunge.
El género se acuñó por primera vez en 1995 tras el éxito de la primera novela de Andrew McGahan, Elogio, que había sido publicada en 1991 y se hizo popular entre los lectores menores de 30 años, un grupo demográfico hasta entonces poco investigado. Otros autores considerados "grunge lit" son Linda Jaivin, Fiona McGregor y Justine Ettler. Desde su invención, el término "grunge lit" se ha aplicado retrospectivamente a novelas escritas ya en 1977, concretamente a la obra de Helen Garner Monkey Grip. La literatura grunge es a menudo cruda, explícita y vulgar, hasta el punto de que se ha calificado de pornográfica la obra de Ettler The River Ophelia (1995).
El término "grunge lit" y su uso para categorizar y comercializar este diverso grupo de escritores y estilos autorales ha sido objeto de debate y crítica. Linda Jaivin no está de acuerdo con poner a todos estos autores en una categoría, Christios Tsiolkas calificó el término de "creación mediática", y Murray Waldren negó que el grunge lit fuera siquiera un género nuevo; dijo que las obras son en realidad un tipo del género preexistente del realismo sucio.

### 1998-2010s: Literatura post-grunge
La literatura post-grunge es un género de ficción australiana de finales de los años 90, 2000 y 2010. Se denomina "post-grunge lit" para denotar que este género apareció después del género literario australiano de los años 90 conocido como grunge lit. La tesis doctoral de Michael Robert Christie de 2009, "Unbecoming-of-Age: Australian Grunge Fiction, the Bildungsroman and the Long Labor Decade" afirma que existe un género llamado "post Grunge [lit]" que sigue al periodo grunge lit. Christie nombra tres ejemplos de "post-grunge lit" australianos: Elliot Perlman Three Dollars (1998), Andrew McCann Subtopia (2005) y Anthony Macris Capital. La tesis de Christie interpreta y explica estas tres obras literarias post-grunge "como respuestas a la incrustación del Neoliberalismo en la cultura política australiana y mundial".
Kalinda Ashton (nacida en 1978) ha sido calificada de escritora post-grunge, en parte debido a las influencias del autor de literatura grunge Christos Tsiolkas. Ashton es la autora de la novela El juego del peligro. La tesis de 2017 de Samantha Dagg sobre literatura grunge y post-grunge afirma que Luke Carman es un escritor post-grunge. La primera obra de Carman, una colección de relatos cortos semiautobiográficos interconectados, explora las experiencias auténticas de los australianos de clase trabajadora en los suburbios, incluyendo temas como la adicción a las drogas y el sentimiento de desilusión.